# Billy Maddox
Billy Maddox (Dallas (Texas), 24 februari 1961) is een Amerikaans acteur.

## Biografie
Maddox begon in 1993 met acteren in de televisieserie Santa Barbara. Hierna heeft hij nog meerdere rollen gespeeld in televisieseries en films zoals Walker, Texas Ranger (1997), Spiders (2000) en Scorcher (2002).

## Filmografie

### Films
- 2009 Fuel – als Frank
- 2008 Hanging in Hedo – als Everett
- 2007 Lost in Plainview – als Eddy Paul
- 2004 Perfect Sec-illusion – als Charlie Thomas
- 2003 Sexy Movie – als Lou
- 2003 Deep Freeze – als Clyde
- 2002 Scorcher – als Norris
- 2002 Clubhouse Detectives in Search of a Lost Princess – als Jack
- 2002 Clubhouse Detectives in Big Trouble – als Jack
- 2001 Perfect Fit – als Brick
- 2001 Innocent – als Harry Ryan
- 2001 Mockingbird Don't Sing – als sociaal werker
- 2000 Spiders – als kolonel Dixon
- 2000 Pasty Faces – als Lou
- 1999 Life Among the Cannibals – als detective Jim
- 1999 Splendor Falls – als Dean
- 1999 This is Harry Lehman – als Stein
- 1998 Recoil – als mr. Brown
- 1998 Get a Job – als Bill / Logan
- 1998 Waking Up Horton – als Holliman
- 1997 Moonbase – als luitenant kolonel Caldecott
- 1997 Guarded Secrets – als Ben Johnson
- 1996 Dark Breed – als North
- 1996 Kinda Cute for a White Boy... – als Split
- 1995 The Stranger – als Eliot Katz
- 1995 Joe's Rotten World – als Frankie California
- 1994 For All It's Worth – als medeplichtige
- 1994 Jailbait – als Sparks Morris